# Sansha, Fujian
Sansha är en köping i sydöstra Kina. Den ligger i Xiapu härad i staden Ningde i provinsen Fujian, omkring 135 kilometer nordost om provinshuvudstaden Fuzhou. 